# Kambur (Fuglafjørður)
Kambur (Fuglafjørður) è un rilievo, alto 545 metri sul mare, situato sull'isola di Eysturoy, nell'arcipelago delle Isole Fær Øer, in Danimarca.